# Bandeau (typographie)
Pour les articles homonymes, voir Bandeau.

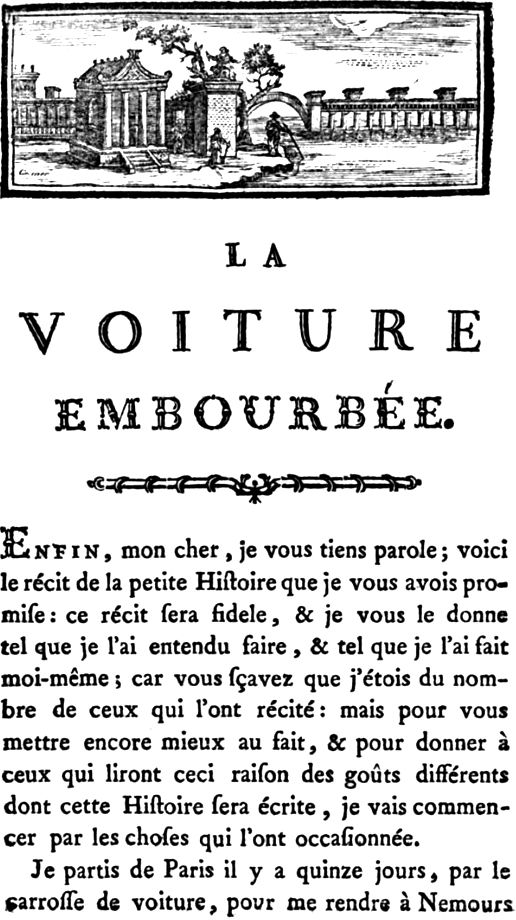
Bandeau du XVIIIe siècle. Remarque : le texte débute avec une lettrine.

En typographie, le bandeau est l’ornement situé en tête de la page d'un livre. Il a généralement la même largeur que la composition.
Au XVIIIe siècle, le mot bandeau n’est pas utilisé : on lui préfère le mot vignette, même quand celle-ci est une large illustration rectangulaire gravée, placée en haut d’une page de texte ou d’une planche (par exemple, dans l’Encyclopédie). 
Longtemps gravé en bois, mais aussi en taille-douce sur cuivre, le bandeau se présente ensuite sous forme de vignette en plomb, puis au XXe siècle en cliché photomécanique monté sur bois. Il existait aussi des bandeaux gravés en taille-douce.

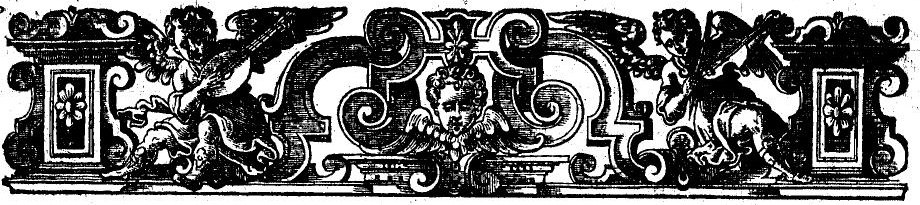
Bandeau du XVIIe siècle.
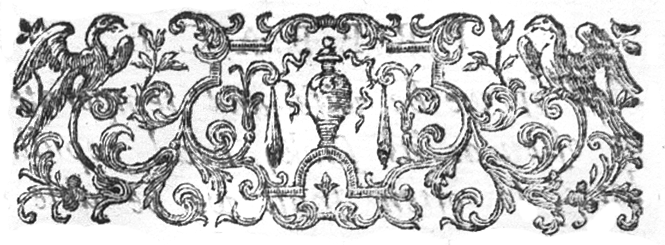
Bandeau du XVIIIe siècle.
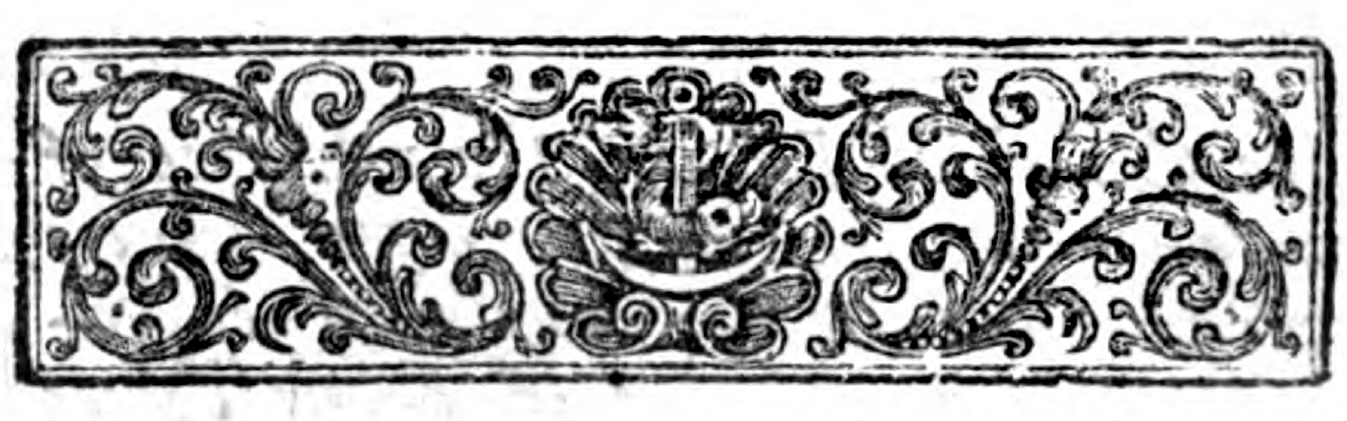
Bandeau du XVIIIe siècle.